# Kvindens Pligt
Kvindens Pligt er en amerikansk stumfilm fra 1920 af Roy William Neill.

## Medvirkende
- Norma Talmadge som Inga Sonderson
- John Halliday som Daniel Garford
- Edmund Lowe som Robert Milton
- Lucille Lee Stewart som Mrs. Garford
- John Smiley som Cornelius
- Edward Keppler som Bowden